# Egészségügyi Tudományos Tanács
Az Egészségügyi Tudományos Tanács (ETT) egy másfélévszázados országos kormányzati tanácsadó testület.

## Előzmények
A 19. század második felében hazánkban egyre sürgetőbbé vált a magyar közegészségügy szervezetének kialakítása. 1863-ban Grósz Lajos (az 1848–49-es forradalom és szabadságharc egykori tisztje, később nemességet kapva Csatáry Lajos, egy több generációs orvos család leszármazottja, Grósz Emil rokona) Bihar megye főorvosaként „A magyar orvosok és természetvizsgálók” IX. pesti nagygyűlésén fogalmazta meg egy erre hivatott testület létrehozásának igényét. 1868-ban jött létre az a belügyminiszter által vezetett szakbizottság, amelynek tagjai a kor vezető orvosi szaktekintélyei közül, úgymint Balassa János, Jendrassik Jenő, Korányi Frigyes, Markusovszky Lajos kerültek ki. Ők készítették elő az Országos Közegészségi Tanács megalapítását. „Emlékirat” címet viselő tervezetben fogalmazták meg „a közegészségügy és orvosi ügy rendezése tárgyában” hogy a „.. feladatokat egy független, tudományos szakértő testületre kell ruházni, melyben minden a közegészségi, és államorvostanra vonatkozó tudomány, név szerint az orvosi és természettudományok szakértő jeles egyének által legyenek képviselve, melynek tagjai nem állandó hivatalnokok“. A Tanács feladatköre azóta sokat változott, de a független, tudományos, szakértői testület, amelyben nem hivatalnokok vesznek részt, máig működik. I. Ferenc József magyar király nevezte ki az Országos Közegészségi Tanács tagjait. Elnök: Balassa János, alelnök: Kovács Sebestyén Endre, jegyző: Csatáry Lajos, rendes tagok: Jendrassik Jenő, Kajdacsy István, Korányi Frigyes, Lumniczer Sándor, Moskovicz Mór, Rupp János, Than Károly, Tormay Károly, Wagner János, képviseleti tagok: Hollán Adolf, Reitter Ferenc, Hanák Vilmos, Markusovszky Lajos. Rajtuk kívül 27 személy rendkívüli tag lett; és a rendelet lehetővé tette esetenkénti szakértők behívását is.

Ha a mai ETT-t és az akkori testületet összehasonlítjuk, a jelentős különbségek mellett fontos azonosságokat is találhatunk. Mindkét testület a kormányzat és a szakma közötti intézményesített kapcsolatot szolgálja. A Tanács feladatát az alábbiakban fogalmazta meg: 

„Szükséges, hogy a kormány, mely ezen törvények indítványozására első helyen hivatva van, és mely azok kivitele felett őrködik, oly egyénekből álló testülettel rendelkezhessék, mely megkívántató tudományok és tapasztalatok színvonalán állván, képes legyen a kormányt feladatában tanácsával segíteni, mely tehát nemcsak egyes előforduló esetekben adjon szakértő véleményt, hanem a közegészség, az orvosi rendészet és orvosi törvényszéki eljárásra nézve a törvényjavaslatokat is elkészítse, s ezek alapján a szükséges utasításokat kidolgozza, vagy felülvéleményezze általában azon legyen, hogy mindaz, amit a tudomány a fenn nevezett célokra nézve hasznosat felfedez, a közjó érdekében hasznosíttassék.”

A testület tehát tanácsadó és kezdeményezési joggal felruházott, tudományos alapokon álló grémium volt, amely a magyar egészségügy szakmai és jogi rendszerének kialakítását tekintette alapfeladatának. Ez az 1876. XIV. törvény megalkotásával valósult meg, amely nemzetközi viszonylatban is jelentős jogszabály volt, és amelyhez az OKT jelentősen hozzájárult. A törvény egyértelműen az állam feladatává tette az ország egészségügyi helyzetének ellenőrzését, a szükséges egészségügyi intézkedések megtételét. A Tanács szervezeti felépítését, tisztségviselőinek megbízását, kinevezését törvényben szabályozták. Ennek 169. §-a kimondja: „A közegészségügynek tudományos tárgyalása céljából egy véleményező és indítványozó testület állíttassék fel, melyen minden ez irányban jelentékeny szakma képviselve legyen. E testület címe Országos Közegészségi Tanács. A testület tagjai nem tisztviselők, a közegészségi ügyekre nézve véleményt adnak, de a közigazgatási ügyek elintézésére végrehajtására hivatva nincsenek.” Ez pontosan az a mai logika, amely szerint a tanácsadói és köztisztviselői funkciók egymástól elváltak. A 170. § a Tanács feladatait sorolta fel: „Véleményezés a kormány által hozzáintézett tárgyakban: a közegészség emelésére, fertőző, átörökölhető és járványos kórok meggátlására és általában az orvosi, állatgyógyászati, gyógyszerészeti, fürdészeti és orvostörvényszéki ügy javítására, illetőleg rendezésére vonatkozó rendszabályok indítványozása; felülvéleményezés a hozzáutasított orvostörvényszéki esetekben; véleményezés orvosi műhibák felett; véleményezés a kormány által állami közgyógyintézeteknél alkalmazott orvosi személyek iránt; a gyógyszerkönyv és árszabály szerkesztése”. A Tanácsban a kor legkiválóbb orvosainak sora vállalt munkát és tisztséget. Balassa János, az első elnök 1868 decemberében elhunyt. Utódai az elnöki székben: Kovács Sebestyén Endre 1869-1878, Rupp N. János 1879-1880, Lumniczer Sándor 1881–1892, Korányi Frigyes 1893–1897, Müller Kálmán 1898–1926, Tauffer Vilmos, 1927–1930, Korányi Sándor 1931–1935 voltak. A Tanács jegyzői (mai megfelelője a titkár), akik a Tanács munkájában igen fontos szerepet játszottak a következők: Csatáry (Grosz) Lajos 1868–1890, Tóth Lajos 1891–1918, Győry Tibor 1919–1936.
1936. IX. tc 15. §-ában a neve Országos Közegészségügyi Tanács lett, és a kormányzati átszervezés eredményeként – mivel az egészségügyek intézése a Belügyminisztériumhoz tartozott – a Tanács a „belügyminiszter véleménynyilvánító szerve” lett a „közegészségügyi igazgatásban”. Elnöke Scholz Kornél nyugalmazott államtitkár, titkára Bogárszky Béla lett. Az elnök korabeli beszéde ma is aktuális: „… a kormányzat különösen nagy súlyt helyez a szakemberek részéről való tanácskozásnak minél tökéletesebb voltára. Nem éri be az egyes ember véleményével, amely esetleg egyoldalú, vagy elfogult lehet, hanem azt kívánja, hogy a felmerülő kérdéseket a kiemelt szakemberek összessége vitassa meg“. Ebben az időszakban a Tanács munkáját „szaktanácsok” segítették: általános egészségügyi, egészségügyi igazgatási és társadalmi egészségügyi, kórházügyi, gyógyszerészeti és fürdőügyi, egészségkárosodások megállapítása, valamint személyi ügyek szaktanácsait hozták létre.

## Az Egészségügyi Tudományos Tanács megalakulása
A második világháború még nem ért véget, amikor a Nemzeti Bizottság 1945. január 31-én Egészségügyi Tanács néven létrehozta az Országos Közegészségügyi Tanács utódát és rendeletben bízta meg az egészségügy újjászervezésével. Az Egészségügyi Tanács munkájának zömét eleinte a főváros, később az ország többi része egészségügyi hálózatának, intézményeinek újjászervezése jelentette. Tagjai között szerepel Babics Antal, Gegesi Kiss Pál, Petényi Géza, Weil Emil neve. A még Debrecenben lévő kormány népjóléti minisztere február 14-én 40.351/1945 sz. rendeletével megerősítette a Tanácsot működésében, amelyre igen sok feladatot ruházott. Többek között a kórházfejlesztési tervek, a kórházak és klinikák orvoslétszámának megállapítása, orvosi oklevelek honosítása, a gyógyszerellátás, a lakosság és a kórházak élelmiszerellátása, a nővédelem, a tbc elleni küzdelem stb. jelentek meg feladatkörében. Az akkori közigazgatásban az egészségügy a Népjóléti Minisztériumhoz tartozott. A közigazgatás stabilizációjával a Tanács munkájában az operatív tevékenységet ismét felváltotta a véleményező, tanácsadó szerep. Ebben az időszakban a Tanács az orvosi rendtartás, az abortusz szociális indikációinak meghatározása, a házasság előtti kötelező orvosi vizsgálatok kérdése, az orvos-gyógyszerészképzés reformja, az ápolónőképzés témaköreiben nyilvánított véleményt.
Az Egészségügyi Minisztérium létrejötte után 1951. november 10-én jelent meg a Minisztertanács rendelete, amely kimondta, hogy az Egészségügyi Minisztérium szervezete keretében alakuljon meg az Egészségügyi Tudományos Tanács: „az egészségügyi miniszter felhívására, vagy saját kezdeményezéséből javaslatot tesz többek között az elméleti és gyakorlati orvostudományi munka irányítására, az egészségügyi dolgozók képzésének, továbbképzésének irányelveire, a orvostudományi egyetemi tanári állások és a kutatóintézetek vezető állásainak betöltésére. Állást foglal az új gyógyító eljárások, új diagnosztikai módszerek alkalmazásának kérdésében, a Magyar Tudományos Akadémia illetékes osztályaival közösen gondoskodik az egészségügy tudományos tervének kidolgozásáról.” A rendelet a Tanács tagjainak számát húszban állapította meg, elnök: Petényi Géza, tagok: Alföldy Zoltán, Babics Antal, Bálint Péter (orvos), Dabis László, Doleschall Frigyes, Farádi László, Gömöri Pál, Havas András, Hetényi Géza, Körösi Andor, Molnár Béla (orvos), Nyírő Gyula (orvos), Radnót Magda, Rauss Károly, Rubányi Pál, Szabó Zoltán (miniszter), Szodoray Lajos, Törő Imre, Zoltán Imre. A Tanács titkárává Alföldy Zoltánt választották, aki 1973-ig titkárként, majd elnökhelyettesként az ügyvezető elnökség tagjaként egészen 1989. június 1-ig vett részt az ETT munkájában. Petényi Géza után az elnök Dabis László (1955–1956), majd Sós József (1956–1968) lett.
Ez az a periódus, amikor egyre inkább előtérbe kerültek a Tanács tudományos feladatai. Az ETT megalakulásával a tudományos kutatás irányítása megoszlott az MTA és az ETT között. Elsősorban a klinikai kutatások szervezése került az utóbbi hatáskörébe. A Tanács foglalkozott egyebek között a kardiovaszkuláris betegek gondozásával, az élve- és halvaszületés kritériumaival, a gyermekgyógyászati gondozási munka kérdéseivel, kezelési irányelvekkel, az elmeegészségügyi-törvénytervezettel, az egészségügy területén működő pszichológusok helyzetével, az egészségügyi középfokú oktatással, környezetvédelmi kérdésekkel (mint például az ivóvíz vegyszeres kezelése, a talaj vegyi szennyeződése, a levegő tisztasága, az élelmiszerkészítmények minőségi feltételei stb.), a fogamzásgátlás problémakörével, valamint a MOTESZ és tagegyesületei megalakításának kérdéseivel.
A Tanács 1961-ben megalapította a Hőgyes Endre-emlékérem kitüntetést és díjat, amelyet 2014-ig Jancsó Miklós (farmakológus), Sós József (orvos), Rauss Károly, Haranghy László, Jeney Endre, Alföldy Zoltán, Petri Gábor, Gömöri Pál, Környey István, Törő Imre, Árvay Sándor, Babics Antal, Huszák István, Rubányi Pál, Lissák Kálmán, Farádi László, Endes Pongrác, Zoltán Imre, Berencsi György, Bálint Péter, Mérei F. Tibor, Szentágothai János, Váczi Lajos, Tariska István, Obál Ferenc, Petrányi Gyula, Flerkó Béla, Gráf Ferenc, Rák Kálmán, Gáti István (orvos), Kertai Pál, Berentey György, Muszbek László, Kádár Anna, Vizi E. Szilveszter, Ádány Róza, Szabó Zoltán, Papp Zoltán (orvos), Horváth Attila (orvos), Bauer Miklós (orvos) és Naszlady Attila kapott meg.